# Csucsánszky Zoltán
Csucsánszky Zoltán (Budapest, 1965. október 17. –) válogatott labdarúgó, középpályás, edző.

## Pályafutása

### Klubcsapatban
1976-ban Szigetújfalun kezdte a labdarúgást. 1978-ban igazolt le a Csepel, ahol 1983-ban mutatkozott be az élvonalban. 1985 és 1991 között a Videoton labdarúgója volt. 1992-ben a Vác FC-Samsung csapatában játszott egy rövid ideig. Ezt követően az osztrák Kirschlag együttesénél lett játékosedző. 2003-tól 2004-ig edzőként, míg 2003-tól 2007-ig játékosként erősítette a Tárnok KSK csapatát.

### A válogatottban
1988 és 1990 között öt alkalommal szerepelt a válogatottban. 30-szoros diák és ifjúsági válogatott (1980–84), tízszeres utánpótlás válogatott (1984–86).

### Edzőként
2024-ben a Székesfehérvári MÁV Előre SC U19-es csapatának edzője lett.

## Sikerei, díjai
- Magyar bajnokság
  - 4.: 1988–89

## Statisztika

### Mérkőzései a válogatottban
| Magyarország | Magyarország       | Magyarország                   | Magyarország | Magyarország | Magyarország     | Magyarország | Magyarország | Magyarország |
| #            | Dátum              | Helyszín                       | Hazai        | Eredmény     | Vendég           | Kiírás       | Gólok        | Esemény      |
| ------------ | ------------------ | ------------------------------ | ------------ | ------------ | ---------------- | ------------ | ------------ | ------------ |
| 1.           | 1988. november 15. | Pireusz, Karaiszkákisz Stadion | Görögország  | 3 – 0        | Magyarország     | barátságos   | -            |              |
| 2.           | 1988. december 11. | Ta’ Qali                       | Málta        | 2 – 2        | Magyarország     | vb-selejtező | -            |              |
| 3.           | 1989. április 4.   | Budapest, Népstadion           | Magyarország | 3 – 0        | Svájc            | barátságos   | -            | 81'          |
| 4.           | 1990. március 20.  | Budapest, Üllői úti Stadion    | Magyarország | 2 – 0        | Egyesült Államok | barátságos   | -            | 81'          |
| 5.           | 1990. június 2.    | Budapest, Fáy utcai Stadion    | Magyarország | 3 – 1        | Kolumbia         | barátságos   | -            | 77'          |
|              | Összesen           |                                |              | 5            | mérkőzés         |              | 0            | gól          |

## Külső hivatkozások
- Csucsánszky Zoltán interjú 2011